# Arthur Albiston
Arthur Richard Albiston (født 14. juli 1957) er en tidligere skotsk fodboldspiller.
Han startede sin karriere hos Manchester United, hvor han debuterede i 1974. Som en solid defensiv spiller for klubben, hjalp han med at vinde FA Cuppen i 1977, 1983 og 1985. Han spillede senere for klubber som WBA, Chesterfield, Chester City F.C. og Molde FK.
Han spillede også 14 kampe for Skotlands fodboldlandshold, herunder én i Mexico World Cup i 1986.